# マイケル・マン (社会学者)
マイケル・マン（Michael Mann、1942年8月18日 - ）は、カリフォルニア大学ロサンゼルス校（UCLA）社会学部教授。専門は、歴史社会学。

## 経歴
イギリス・マンチェスター生まれ。1971年、オックスフォード大学で社会学の博士号を取得。エセックス大学講師、ロンドン・スクール・オブ・エコノミクス講師を務める。
1987年、アメリカ合衆国に移住し、現職のカリフォルニア大学ロサンゼルス校の社会学部教授を務める。

## IEMPモデル
マンはThe Sources of Social Power (1986-2013,4巻）において、マルクス主義やマックス・ヴェーバー、機能主義理論家らの「権力」では不十分であるとし、社会的な力 (Social Power)を、イデオロギー的(Ideological)な諸関係、経済的(Economic)な諸関係、軍事的（Military)な諸関係、政治的（Political)な諸関係という四つの源泉同士の相互関係から分析されるべきだとし、 IEMPモデルと呼んだ。

### イデオロギー的な力
イデオロギー的な力は、社会的な権威の超越的なビジョンを提供し、究極的な意味を担う、共通の本質が人間に備わっていると主張することで、人間を統合する。イデオロギー的な力がいつどこで重要なものとなるかは、社会的アクターが既存の優勢な力の諸組織を、自分たちが望む目標の実現を阻害しているとみたうえで、超越的な社会的協同によって達成可能になるとみるかどうかにかかっている。
宗教運動はイデオロギー的な力を持つが、その世俗的な実例には、初期メソポタミア、古代ギリシア、そしてマルクス主義がある。イデオロギー的な力としてのマルクス主義の特徴にその超越性がある（「万国の労働者よ、団結せよ!」）。
イデオロギー的な力の第二のタイプは、内在性において作用するもので、ピューリタニズムがその例である。

### 経済的な力
経済的な力の手段とは、実践の回路(※）のことであり、経済的な力は、社会活動の次の二つの圏域を統合する。一つは、労働を通じて行う自然への介入で、働く人々の集団を局地的で緊密かつ濃密な協同と搾取に巻き込む。第二は、自然から取り出された品物は加工と消費によって流通し交換される。これらは拡大包括的（広範囲な領域に分散している大人数の人間を最小限度安定的な協同関係へと組織する能力）かつ複雑であり、経済的な力は、日常生活のルーティンと民衆による実践の両方に接近し、社会中に分岐している通信輸送回路へ接近している。
経済的な力はすべての安定的な権力構造にとって本質的な部分であり、これはマルクスが考えたような「歴史の原動機」ではない。経済的な力は、他の力の源泉によって形成また再形成されてきたし、その拡大発展にあたっては所有と協同をめぐる規範に従ってきた。そうした規範を確立したのは軍事平定およびそれがもたらす強制的協同だった。別の時代や場所においては、イデオロギー的な力がもたらす超越的な規範を通して確立してきた。このように経済的な力と社会階級を再編成するのは、軍事的あるいはイデオロギー的な力の構造であるとマンはいう。
※『ソーシャルパワー』2巻では「実践の回路」はわかりくいので、「階級」と、経済的諸組織の「セクション」「セグメント」という一般的な名称を用いると修正された。

### 軍事的な力
軍事的な力の手段は、一点集中化された強制であり、破壊の論理と戦闘を通して、社会形態を決定する。軍事的な力による社会の再編成は、平時においてもなされ、社会的協同の形態が社会的地理的に集中可能な場所では強制を強めることで産出高をふやす潜在力がある。アッカドのサルゴン、アッシリアとペルシア、ローマの「軍団経済」などの古代帝国に実例があるように、強制的協同が、社会支配の手段であり、個々の労働区域への集中的搾取を強めることで社会の集合的な力を増大させる手段である。この労働区域は、広範な地域にわたる軍事主導型の通信輸送の基盤構造によって結びつけられており、限定的かつ懲罰的な権力を行使することができた。このように軍事主導型の古代社会は社会的経済的発展を育んできたのであり、軍事体制は必ずしも単に破壊的ないし寄生的だったのではないとマンはいう。
ヨーロッパの財政記録の分析からは7世紀以上にわたって財政の70-90%が軍事力に費やされており、国家の機能は、経済的・国内的というよりも、圧倒的に軍事的で地政学的なものだった。
軍事力は国内の抑圧にも使われるが、その発展を決定づけたのは国際間の戦争であり、近代国家は「軍事革命」といわれるような永続的な軍隊をもつ国家として誕生した。常備軍は階級搾取と専制政治の道具だったが、国家成長の決定要因は国内抑圧ではなく国家間の戦争であり、国内抑圧も戦争資金を集めるために生じた。東方ヨーロッパの弱小国家は集中的に課税し、動員し、抑圧手段を強化しなければならなかったが、裕福な交易国家だったイギリスは苛酷な徴収や常備軍なしに、強国の地位を維持できた。このように近代国家の成長は国内的でなく、地政学的観点から説明することができる。ヨーロッパ経済の拡大は軍事征服や土地、市場の掌握との関係を深めるにつれ、諸国家は地政学的軍事的圧力への反応として発展した。

### 政治的な力
政治的な力の第一の手段は、領域的な中央集権化である。
また、マンは「拡大包括的な力」と「内向集中的な力」という言い方をしており、拡大包括的な力は広範囲な領域に分散している大人数の人間を最小限度安定的な協同関係へと組織する能力を指し、内向集中的な力は地域や人数とかかわりなく、堅固な組織によって所属メンバーを高いレヴェルで動員したり献身させたりする能力をいう。

### 力を高めた発明
先史から1760年までを扱った『ソーシャル・パワー』1巻で、力が発揮する能力を決定的に高めた発明として以下を列挙している。
1. 動物の飼養、農耕、青銅冶金技術 － 先史時代
2. 灌漑、円筒印章、国家 － 前3000年頃
3. 筆記体の楔形文字、軍事兵站部、強制労働 － 前2500年-前2000年
4. 筆記された法典、アルファベット、スポーク付き車輪の固定車軸への取付け － 前2000年-1500年
5. 鉄の精錬、貨幣の鋳造、軍船の建造 － 前1000-600年
6. 重装歩兵と密集方陣(ファランクス)、ポリス、読み書き能力伝播、階級意識と階級闘争 －前700年-300年
7. マリウスの竿を装備した軍団（レギオン）、救済宗教 － 前200年-後200年
8. 湿潤土壌の犂耕、重装騎兵と城壁 － 600年-1200年
9. 調整的・領域的な国家、大洋航海、印刷術、軍事革命、商品生産 － 1200-1600年

### 「長い19世紀」
1760年から1914年までの「長い19世紀」を扱った『ソーシャル・パワ』2巻では、これまで「近代化」「進歩」とよばれた発展について考察される。この発展段階について、これまでに二分法・三分法が提示されてきた。産業革命は自然に対する人間の能力を変容させ、20世紀には地球全体に広がった。それは一元的社会ではなく、イデオロギー共同体でも国家でもなく、単一の力のネットワークであるが、社会学では、この変容の歴史を1800年を境に二分した。封建社会から産業社会へ（サン=シモン）、形而上学的段階から科学段階へ（コント）、戦闘的社会から産業社会へ（スペンサー）、封建制から資本主義へ（アダム・スミス、マルクス）、身分から契約へ（メイン）、共同体から組織体へ（テンニース）、分業の機械的形態から有機的形態へ（デュルケーム)などの二分法があり、さらにパーソンズは四重の二分法（個別性から普遍性へ、帰属性から情緒中立性（機械性）へ、個別関係への執着から全般的関係への拡散性へ)を提示し、フーコーはコントとマルクスの亡霊を呼び覚まして、古典時代とブルジョワ時代を区別してそれぞれ固有のエピステーメー(知と権力の言説枠組み）があったとし、ギデンスも前近代と近代国民国家の不連続論に立つ。20世紀後半には、封建社会→産業社会→ポスト産業社会、封建制→資本主義→脱組織的資本主義 (disorganized capitalism)・ポスト資本主義といった三分法も出た。
マンは、これら二分法・三分法を批判する。これらはこの時期に全体としての社会に質的な変容が起きたと推定しているが、そこでの経済的変化は、単一なものでも体系的なものでもなく、集合的な力としては質的変化であったが、分配的な力の面ではそうではない。マンは、ここで起こったのは、集合的な力における前例のない幾何級数的な変化だったとして、1)大人数の人間を動員する能力、2)自然からのエネルギー抽出力、3)他の文明を搾取する能力の三つの尺度について考察する。
二分法がいうように、ヨーロッパの集合的な力には革命が起こり、西欧社会も質的に高度に組織化され、これは「近代化」「進歩」とよばれた。一見すると、分配的な力（搾取的権力）も同時期に変容したように見える。しかし、イギリスでは、1760年時点での分配的な力の多くは1914年にも現在も存在する。変化があったとしても、その移行は1760年以前から進行していた。立憲君主制の確立は1688年で、君主権力は18世紀以来衰微してきた。貴族院、中世に設立された二つの大学、パブリックスクール、シティ、近衛連隊、社交クラブ、公務員、これらは往時と19世紀の混合物だが、いまなお権力を持つ。権力移行の結果、中産階級、労働者階級、政党民主制、大衆国民主義、福祉国家が成長した。これは二分法理論が想定する質的変化というよりも、支配体制の適応能力の増強をしめす漸進的な変化だった。イギリス以外でも、ヨーロッパの宗教地図は1648年に定まったままで、以後顕著な変化はみられない。フランス革命は当初宣言したよりはるかに穏健な変化をなしとげるのに一世紀かけ、アメリカ革命が制定した憲法は急速に分配的な力の諸関係に対して保守的な作用を及ぼした。フランスとロシアで社会的政治的革命が起こったが、その他では限定的改革に終始した。旧体制と新資本は19世紀に支配階級を形成すると、市民権を容認して、中産階級、労働者階級、小農民を馴致した。産業革命、アメリカ革命、フランス革命が起こり、体制の戦略と新興勢力の戦略とがぶつかり合っても、伝統はそれに相応して修正され、増幅もされた。このような分配的な力におこった変化において、マルクスがいう社会的政治的革命における対立物の激突や、対立的な事例はあり得ないとマンはいう。

### 近代国家の理論：多形体的結晶化モデル
続けて、『ソーシャル・パワ』2巻では、近代国家理論の再編制が行われる。マンは、マルクス主義、エリート理論、多元主義理論は、国家が有する整合性を過大視していると批判したうえで、多形体（ポリモーファス)理論によって、近代国家が四つの形態に結晶化していったことを示す。
国家理論は、階級理論、多元主義理論、エリート理論の三つに分けるのが普通であるが、マンはエリート理論を、真正エリート理論（制度論的国家統制理論）と、コックアップ（ファウルアップ）理論に分けて、五つに分類したうえで、批判的評価を加える。
マルクス主義は、資本主義を近代国家の唯一の基本特性とみなし、近代国家には相対的自律性しかなく、その機能は資本蓄積と階級統制でしかないという。マルクス主義の階級理論においては、国家を受動的で一元的なもの、資本主義社会の政治化された中心として扱う。国家-社会関係は単一システムを形成し、生産様式によって定義される社会編成の中心にあって、国家は生産様式の結合とシステム上の諸矛盾を再生産する。こうして近代西欧国家は単一の結晶化としての資本主義国家と規定されてきた。また、マルクス主義は「歴史的偶然性」「接合状況（conjuncture コンジャンクチュア）」について言及するが、これらが理論化されることはなかった。マルクス主義者のニコス・プーランツァス、ボブ・ジェソップ、クラウス・オッフェとロングらは、「国家」一般は成り立たず、国家の定義は特定の生産様式においてのみ可能として階級関係の観点からしか見ようとしないとマンは批判する。「国家とは階級支配を正当化するための、一点集中的・組織的諸手段を表す概念である」とツァイトリンはいう。ジェソップは「偶然性」を重視し、有力階級は時に軍事増強や道徳強化といった経済外的な計画を推進すると指摘するも、やはり階級の理論化にとどまっている。相対的自律性や偶然性を取り込んだとしても、マルクス主義の国家観は還元主義であるとマンは批判する。
多元主義理論においては、国家は政党民主制を通じて市民の利害を調整するものとされるが、ここでも国家は一元的かつ体系的とされており、国家の自律的な権力を認めていないために、やはり還元主義であるとマンは批判する。
エリート理論（国家統制理論）は、国家の自律的な権力に注目する。シーダ・スコッチポルは、国家を行政、警察、軍事組織のひとまとまりで、それ自体の論理と利害関心をもつ自律的構造とした。マンはこのエリート理論を、真正エリート理論（制度論的国家統制理論）とよび、国家エリートが社会に対して持つ分配的な力を強調する。したがって国家はアクター（行為主体）とされる。国家の自律性とは、エリートの自律性ではなく、特定の政治制度である。この制度は、先行する権力闘争から生まれ、制度化され、その後の闘争を抑え込む。たとえば、19世紀に制度化されたアメリカの連邦制度と政党主導の官職任用システムが、その後のアメリカの国家権力の発展、とくに福祉国家の分野での発展を妨げた。連邦制度、政党、内閣制度などその他多くの国家の「政体=憲法 constitution」によって相異なる権力関係の構造が作り出される。ローマンとクノーケは、政府各省と圧力団体の相互作用の観点から、現代のアメリカ国家は複雑な組織的ネットワーク群によって構成されているとする。これが「エリート権力」ではないのは、分配的な力よりも集合的な力に関わっているからであり、誰が誰に権力をふるうかではなく、政治化されたアクター同士が共同しあうその形態を左右する。国家エリートが市民社会のアクターを支配しているのでなく、すべてのアクターが既存の政治制度の束縛を受けている。このようなアプローチをマンは制度論的国家統制理論とよぶ。
このほか、リアリズムの国際関係理論や相互依存理論派も検討される。
アルフォード、フリードランド、リューシュマイヤーとエヴァンズらの研究では、特権化されたアクターを重視せず、むしろ国家は混沌かつ不合理で、複合的な自律部門を抱え、資本家のみならず他の利益集団からも気まぐれ的かつ間欠的な圧力を受け、国家は競合する部門や分派へと分裂解体していってしまう。パジェットのアメリカの住宅都市開発省予算の分析で見出されるのは、国家は、単独のアクターとしいうよりも、複合的で分散した断片的な行政行為であり、アルベルティーニによる第一次世界大戦に至る外交過程分析でも、諸国家は複数の議論によって引き裂かれており、あるものは地政学的、あるものは国内的で、互いに思いもかけぬ仕方で絡み合っていて、結合力からは程遠い。エイブラムズがいうように、政治的な諸機構諸制度は、実践の一体性を見せることに明らかにしくじっており、これらは結合因子として機能することの不可能性を示している。マンはこれをコックアップ（ファウルアップ、しくじり）理論とよぶ。
マンは、マルクス主義の階級理論や多元主義は政治的な個別具体性を無視しがちで、真正エリート理論、リアリズム理論は、国家アクターの能力を過大視して個別具体性を単純化しており、コックアップ（ファウルアップ、しくじり）理論は個別具体性をふくらませすぎると批判する。
マンは、国家は複合的な制度を有し、その支配領域を通じ地政学を駆使して支持層を動員し、相異なる問題範囲や政策分野では相異なる支持層を動員するのであり、したがって国家は多形体的だという。
マルクス主義、多元主義、リアリズム理論は、近代国家をそれぞれ資本主義国家、政党民主制国家、安全追求国家として結晶化した。ここではさまざまな結晶化形態のなかで、最終的な決定を下す単一で結合力ある国家が想定されている。結晶化の形態が決定的なものかどうかを判定するのに、「ヒエラルキー」と「究極性」がある。「ヒエラルキー」は直接的に判別される。国家が究極的に結晶化したのはyではなくxかどうか、例えばプロレタリア国家ではなく資本主義国家かどうかが確認される。ここでxとyは正反対だから両者は正面衝突する。このような直接的判別法は一般的に適用できるか疑問であるとマンはいう。
マルクス主義では、社会と国家とを体系的に構造化する弁証法的な全体性と捉え、真正面の階級闘争を語る。しかし、国家は、封建制と資本主義、資本主義と社会主義、君主制と政党民主制の対立では語れず、このうちのどれかであるか、別のものか、あるいはシステム面でそれらの折衷であるかだ。
マルクスの紛争モデルはどの程度政治の全域に対して適用可能だろうか。あらゆる機能の結晶化は、安定的な制度化を必要としているという意味でシステム的で制限的である。国家は、資本主義、社会主義、またはその折衷であるのと同様に、世俗的、カトリック的、プロテスタント的、イスラーム的、または折衷的制度である。国家はその政治的権威を全国的中心と局地-地域とに安定的に分割しなければならず、司法、行政、軍事、外交、安全保障を能率的にやりとげなければならない。こうした結晶化のそれぞれは、本来的にシステム的であり、真正面からの挑戦を含むが、現代の西欧諸国はそれらを広範に制度化している。しかし、機能的な結晶化同士の関係はシステム的ではない。たとえば階級と宗教の結晶化は時に紛争をおこす。しかしその紛争がシステム的であることはまれで、その衝突もめったに真正面の弁証法にはならない。国家は通常、そこで「究極的」選択などしない。国家は正面対決をしないかわりに、以下の四つの仕組みを通じて優先順位の割り振りを行なって、重要性にしたがって結晶化にランクをつける。
1. 法典、憲法：権利と義務の規定。
2. 予算：財政的優先順位を割り振る。
3. 政党民主制における多数派：権力のヒエラルキー的分配を割り振る。
4. 単一支配型官僚制：行政の領域で、優先順位を割り振る。

したがって、経済的な力の尺度としてのカネや、軍事的なちからの尺度としての一点集中型の物理的強制力になぞらえられるような政治的な力の普遍的尺度も、究極的な国家権力を計る決定的尺度もないとマンはいう。さまざまな結晶化が単一システムの国家として帰結するには、国家役人の組織能力だけでなく、市民社会アクターの政治的関心が必要だろうし、国家は、階級規制や、政府の中央集権化、外交といった機能について、優先順位をルーチンに割り振ることはない。強力な政治的アクターは、国家の複合的機能の大部分を実利的かつ実際的に追求するのであり、それは個別自律的な伝統とその時々の圧力に対応しつつ、その危機に迅速かつ現実的に反応してのことである。したがって、政治的な結晶化が、互いに弁証法的に真正面から対峙することなどめったにないし、「誰が勝つか」という直接的な判別検査をルーチンに適用することもできないのであり、国家がyでなくx（プロレタリア国家ではなく資本主義国家）を具現することなどほとんどない。近代西欧国家は資本主義だったが、家父長主義でもあり、列強大国だったが、オーストリア以外は国民国家となった。さらにはカトリックだったり、連邦制だったり、軍事優先主義などであったりした。資本主義の論理は特定ジェンダーや強国や国民の論理などを必要としないし、逆もまた真である。これらのさまざまのxとyは正面衝突しない。それらは互いに回避しあい、そうした危機への対応が相互に予期せぬ結果をもたらすこともある。
マルクス階級理論がいうように、近代国家は資本主義であり、政治はしばしば階級闘争によって左右されるが、資本家その他の階級による結晶化が「究極的な決定性」をもつという考えは間違っているとマンは批判する。国家は、マルクス主義や多元主義が述べるよりも雑然として、体系性や一元性に欠けており、国家そして国家の社会へのインパクトを十分に認識するには、制度上の個別自律性を具体的に特定しなければならない。マンの制度論的国家統制理論によれば、ヨーロッパの近代国家は制度的な基盤構造を広げて社会の構造化をすすめたことで、すべての結晶化の力が増強し、こうして、資本主義的、代表制的、国民（民族）的、軍事優先主義的という四つの結晶化が絡み合い、非体系的に発展してきたとする。

## 栄典
マンはこれまでに多くの表彰を受けている。
- 1988 アメリカ社会学会優秀学術書賞：『社会的権力の源泉 第1巻』（1986年）に対して。
- 1994 ヘルシンキ大学金メダル
- 2004 フリードリヒ・エーベルト財団賞：『矛盾した帝国』（2003年）に対して。
- 2006 アメリカ社会学会バリントン・ムーア賞」『民主主義の暗黒面：民族浄化の解明』（2005年）に対して。
- 2015年 アメリカ芸術科学アカデミー会員
- 2015年 英国学士院客員会員
- 2016年 ユニバーシティ・カレッジ・ダブリンより名誉文学博士号[36]

## 著書

### 単著
- Workers on the Move: the Sociology of Relocation, (Cambridge University Press, 1973).
- Consciousness and Action among the Western Working Class, (Macmillan, 1973).
- The Sources of Social Power vol. 1: A History of Power from the Beginning to A. D. 1760, (Cambridge University Press, 1986).

森本醇・君塚直隆訳『ソーシャル・パワー――社会的な<力>の世界歴史（1）先史からヨーロッパ文明の形成へ』（NTT出版, 2002年）
- States, War and Capitalism: Studies in Political Sociology, (Blackwell, 1988).
- The Sources of Social Power vol. 2: the Rise of Classes and Nation-States, 1760-1914, (Cambridge University Press, 1993).

森本醇・君塚直隆訳『ソーシャル・パワー――社会的な<力>の世界歴史（2）階層と国民国家の「長い19世紀」（上・下）』（NTT出版, 2005年）
- Incoherent Empire, (Verso, 2003).

岡本至訳『論理なき帝国』（NTT出版, 2004年）
- Fascists, (Cambridge University Press, 2004).

横田正顕監訳『ファシストたちの肖像――社会的〈力〉と近代の危機』、白水社、2025年
- The Dark Side of Democracy: Explaining Ethnic Cleansing, (Cambridge University Press, 2004).
- The Sources of Social Power vol. 3: Global empires and revolution, 1890-1945, Cambridge University Press, 2012.
- The Sources of Social Power vol. 4: Globalizations, 1945-2011, Cambridge University Press, 2013.

### 共著
- The Working Class in the Labour Market, with R. M. Blackburn, (Macmillan, 1979).

### 編著
- The Macmillan Student Encyclopedia of Sociology, (Macmillan, 1983).
- The Rise and Decline of the Nation State, (Blackwell, 1990).

### 共編著
- Gender and Stratification, co-edited with Rosemary Crompton, (Polity Press, 1986).
- Europe and the Rise of Capitalism, co-edited with Jean Baechler and John A. Hall, (Blackwell, 1987).